# Kangaroo Hoppet

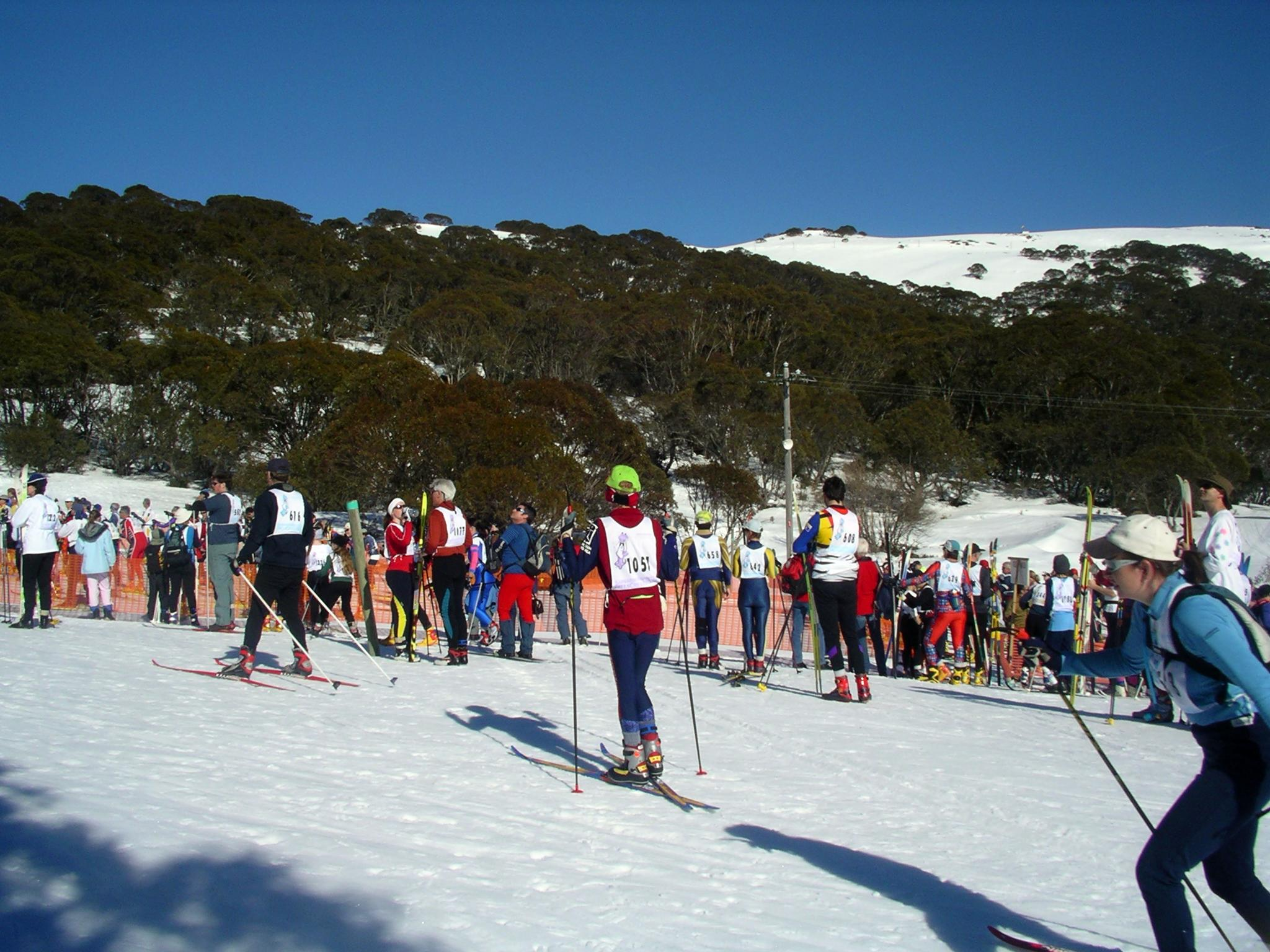
Des concurrents au départ en 2005.

La Kangaroo Hoppet est une course de ski de fond longue distance australienne intégrante du circuit de la Worldloppet. Elle a lieu annuellement depuis 1991 à Falls Creek dans l'État du Victoria le dernier samedi d'août.
Cet événement consiste en trois courses : 
- Kangaroo Hoppet, course de 42 kilomètres comptant comme course longue distance pour la Worldloppet ;
- Australian Birkebeiner, course de 21 kilomètres comptant comme course courte distance pour la Worldloppet (cette course a lieu depuis 1979) ;
- Joey Hoppet, course de 7 kilomètres, ne comptant pas pour la Worldloppet.

## Palmarès

### Hommes
- 2017 Miles Havlick, États-Unis
- 2016 Matthew Gelso, États-Unis
- 2015 Valerio Leccardi, Suisse
- 2014 Valerio Leccardi, Suisse
- 2013 Alexander Legkov, Russie
- 2012 Alexander Legkov, Russie
- 2011 Petr Novák, République tchèque
- 2010 Valerio Leccardi, Suisse
- 2009 Ben Sim, Australie
- 2008 Ben Sim, Australie
- 2007 Thomas Freimuth, Allemagne
- 2006 Ben Sim, Australie
- 2005 Ben Sim, Australie
- 2004 Ben Derrick, Australie
- 2003 Ben Derrick, Australie
- 2002 Stanislav Řezáč, République tchèque
- 2001 Ben Derrick, Australie
- 2000 Ben Derrick, Australie
- 1999 Vitaly Tchernov, Russie
- 1998 Ales Vanek, République tchèque
- 1997 Paul Gray, Australie
- 1996 Johann Mühlegg, Allemagne
- 1995 Andre Jungen, Suisse
- 1994 Peter Schlickenrieder, Allemagne
- 1993 Anders Aukland, Norvège
- 1992 Gudmund Skjeldal, Norvège
- 1991 John Aalberg, États-Unis

### Femmes
- 2017 Barbara Jezersek, Australie
- 2016 Deedra Irwin, États-Unis
- 2015 Maria Gräfnings, Suède
- 2014 Valentina Shevchenko, Ukraine
- 2013 Marina Chernousova, Russie
- 2012 Maria Gräfnings, Suède
- 2011 Esther Bottomley, Australie
- 2010 Esther Bottomley, Australie
- 2009 Katherine Calder, Nouvelle-Zélande
- 2008 Evelyn Dong, États-Unis
- 2007 Katherine Calder, Nouvelle-Zélande
- 2006 Natascia Leonardi Cortesi, Suisse
- 2005 Clare-Louise Brumley, Australie
- 2004 Clare-Louise Brumley, Australie
- 2003 Belinda Phillips, Australie
- 2002 Belinda Phillips, Australie
- 2001 Belinda Phillips, Australie
- 2000 Camille Melvey, Australie
- 1999 Jannike Øyen, Norvège
- 1998 Nadia Simak, Russie
- 1997 Camille Melvey, Australie
- 1996 Hanne Lahtinen, Finlande
- 1995 Maria Theurl, Autriche
- 1994 Antonina Ordina, Suède
- 1993 Elena Peretyagina, Russie
- 1992 Beatrice Grunenfelder, Suisse
- 1991 Betsy Youngman, États-Unis